# اندیس زک
زک یک اندیس فلزی است که در حوالی شهر چهار فرسخ استان خراسان قرار دارد و مادهٔ معدنی موجود در آن، منیزیت است.  